# Ai miei amici cantautori
Ai miei amici cantautori, pubblicato nel 1968, è il sesto album in studio della cantante italiana Ornella Vanoni.

## Descrizione
Nel disco, a cui seguirà una seconda edizione, Ornella interpreta alcuni dei suoi cantautori favoriti. È un esempio di concept album, cioè non come raccoltà di diverse tracce ma di un prodotto con un progetto artistico, un'idea precisa.
La prima edizione del disco presenta una copertina lucida laminata, apribile, con la foto interna della cantante stampata in monocromia blu su un foglio di plastica trasparente incollato al centro dell'lp. La dicitura "stereo/mono" è realizzata con un'etichetta adesiva sul fronte copertina. Le stampe successive presentano l'indicazione "stereo/mono" direttamente stampata sulla copertina e scompare il foglio di plastica al centro della copertina dell'lp che presenta la stessa fotografia stampata sulla pagina interna di destra.
Ulteriori edizioni sono riconoscibili per l'ultilizzo di grafiche differenti del logo Ariston sull'etichetta del vinile e dalle date stampate nei solchi vuoti

## Tracce
LATO A
1. Ne me quitte pas – 3:25 (Jacques Brel)
2. Yesterday – 2:32 (John Lennon - Paul Mc Cartney)
3. Sassi – 2:32 (Gino Paoli)
4. Bim Bom – 1:40 (João Gilberto)
5. Io che amo solo te – 2:40 (Sergio Endrigo)
6. Arrivederci – 3:13 (testo: Giorgio Calabrese 
Autore musica6 = Umberto Bindi)

LATO B
1. Mi sono innamorata di te – 3:00 (Luigi Tenco)
2. La Boheme – 4:30 (testo: Mogol – musica: J. Plante - Charles Aznavour)
3. The nearness of you – 2:00 (Washington - H. Carmichael)
4. Ritornerai – 2:45 (Bruno Lauzi)
5. Resta cu'mme – 2:19 (Domenico Modugno)
6. Le mur – 3:18 (testo: M. Vidalin – musica: Gilbert Bécaud)

## Formazione

### Artista
- Ornella Vanoni - voce
- Giorgio Azzolini - contrabbasso
- Leonello Bionda - batteria
- Pino Calvi - pianoforte
- Felice Daccò - chitarra
- Ebe Mautino - arpa
- Dino Piana - trombone
- Oscar Valdambrini - tromba